# Charly Zimmermann
Karl „Charly“ Zimmermann (* 4. April 1939 in Mannheim) ist ein deutscher Offizier und Hubschrauberpilot, zuletzt im Rang eines Hauptmanns bei der Heeresfliegertruppe der deutschen Bundeswehr. Er wurde international bekannt als herausragender Hubschrauber-Kunstflugpilot, der viele internationale Wettbewerbe mit „seiner“ Bo 105 gewann.

## Leben
„Charly“ Zimmermann gestaltete seine Flieger-Karriere bei der Bundeswehr, bei der er im Alter von 22 Jahren im April 1961 anfing. In den sechziger und siebziger Jahren flog er verschiedene Hubschraubertypen, auf denen er viele tausend Flugstunden absolvierte. Weltweite Bekanntheit erlangte er jedoch nur auf einem Modell: „seiner“ Bo 105. Er flog sie bei vielen internationalen Flugschauen und Wettbewerben und bei Demonstrationsveranstaltungen vor kaufwilligem Fachpublikum, meist Vertretern ausländischer Armeen. Mehrere Werbe- und Promotion-Filme der Bo 105 wurden mit ihm als Pilot gedreht.
„Charly“ Zimmermann ist einem breiten Publikum bekannt von vielen öffentlichen Flugschauen und Auftritten in Fernseh-Shows wie
- 1978  ZDF   „Aktuelles Sportstudio“ erstmals mit den Moderatoren Bent und Senne
- 1983  SDR   „Ich wollt ich wär“ / Wunschsendung mit Hubschrauber-Charly
- 1984  WDR   „So isses“ mit Jürgen von der Lippe
- 1984  WDR   „Dreh: Infos für deutsche Schiffsbesatzungen im Ausland“ in Köln
- 1985  ZDF   „Wetten, dass“ als Schiedsrichter bei Frank Elstner in Basel
- 1985  Shape „Deutscher Empfang 1985“ in Belgien mit NATO-Oberbefehlshaber General B. Rogers
- 1986  ZDF   „Fernsehgarten“ mit Ilona Christen-Kleist

Hauptmann Zimmermann entwickelte und perfektionierte, zusammen mit Hauptmann Wolfgang Kollmann, auf der Bo 105 eine Vielzahl von Kunstflugmanövern, insbesondere den Looping und die Rolle. Hiermit gewann „Charly“ in den siebziger und achtziger Jahren eine Reihe von internationalen Kunstflug-Wettbewerben, so z. B.
- 1977 Gewinner des „Silberschwert“ beim „International Air Tattoo“ in Greenham/Common/England als bester nicht aus Großbritannien stammender Teilnehmer.
- 1978 Weltmeister Freistilflug[1] und Gewinner der „Rosemary Rose Memorial Trophy“ bei den 3. Hubschrauberweltmeisterschaften in Witebsk (UdSSR).
- 1981 Weltmeister und Gewinner der „Rosemary Rose Memorial Trophy“ bei den 4. Hubschrauberweltmeisterschaften in Piotrków Trybunalski (Polen).
- 1983 „Silberschwert“ und „Sir Douglas Bader Trophy“ für die beste Flugvorführung während des „International Air Tattoos“ in Greenham/Common/England.
- 1985 „Silberschwert“ für die beste Flugvorführung während des „International Air Tattoos“ in Fairford/England.
- 1986 Vizeweltmeister im Freistilflug bei den 5. Hubschrauberweltmeisterschaften in den Castle Ashby Gardens in Northampton/Großbritannien hinter Hermann Fuchs.[2]

Ein Artikel in ’DIE WELT’ vom 5. Juni 1985 belegt die außergewöhnlichen Kunstflugfähigkeiten von „Charly“ Zimmermann: Nato-Oberbefehlshaber General Bernard Rogers war Ehrengast auf einem Empfang für mehr als 1300 Offiziere und Zivilisten, den das deutsche Offizierskorps beim alliierten Oberkommando Shape in Belgien jetzt anläßlich des deutschen Verfassungstages am 23. Mai (1985) gab. …. Vor dem Abendempfang führte Hubschrauber-Kunstflugweltmeister Hauptmann Charly Zimmermann vom Heeresfliegerregiment 16 (Celle) vor Tausenden von Zuschauern seine BO105 in atemberaubenden Sturzflügen, Rollen und Loopings vor. Amerikanische Hubschrauberpiloten unter den Zuschauern bemerkten anschließend: „Das muß wohl eine Halluzination gewesen sein, so kann kein Mensch mit einem Hubschrauber fliegen.“
Ab 1980 war „Charly“ Zimmermann als Flugsicherheitsoffizier beim Heeresfliegerregiment 16 in Celle tätig. 1993 wurde Zimmermann von der FAI als erster Deutscher mit der FAI Gold Rotorcraft Medal ausgezeichnet. Außerdem erhielt „Charly“ das Ehrenkreuz der Bundeswehr in Gold und das Bundesverdienstkreuz am Bande für seine Verdienste um die deutsche Luftfahrtindustrie.
1992 legte Hauptmann Zimmermann im Rahmen der ILA 92 in Hannover vor Dr. Vietz vom niedersächsischen Ministerium für Wirtschaft und Verkehr mit der Bo 105 erfolgreich die zivile Kunstflugprüfung mit Eintrag im Beiblatt „E“ zum PPL Nr. 2847-NIOL ab.
Nach dem schrecklichen Flugschauunglück mit Maschinen einer italienischen Kunstflugstaffel in Ramstein im August 1988 entschied der damalige Verteidigungsminister Rupert Scholz, die Bundeswehr nicht mehr an Flugschauen teilnehmen zu lassen, womit zwangsläufig die Kunstflugaktivitäten von „Charly“ Zimmermann ausklingen mussten.
„Charly“ lebt heute mit seiner Familie (Stand Oktober 2018) im Ruhestand im Raum Celle.